# 歌川国弘
歌川 国弘（うたがわ くにひろ、生没年不詳）とは、江戸時代の浮世絵師。

## 来歴
二代目歌川豊国の門人。歌川の画姓を称し、作画期は文政から天保の頃にかけてとされる。二代目豊国作の大判錦絵「風流東姿十二支」（文政後期 - 天保前期）のうち、コマ絵8図を描いている。